# Flavia Claudia Crispina
Flavia Claudia Crispina (fl. II sec.) è stata una nobildonna romana, presunta parente dei fratelli imperatori Claudio Gotico e Quintillo e madre dell'imperatore Costanzo Cloro, il che la renderebbe la nonna paterna di Costantino I.

## Fonti
La Historia Augusta, una fonte antica ma di comprovata inaffidabilità, dichiara che Claudia era figlia di Crispo, fratello minore degli imperatori Claudio Gotico e Quintillo, e che poteva quindi far risalire la sua ascendenza alle famose famiglie dei Claudi e dei Flavi, fondatori, rispettivamente delle dinastie giulio-claudia e flavia. Secondo Zosimo e Zonara, Claudia era invece figlia dello stesso Gotico. Eutropio invece la definisce semplicemente sua parente, senza prendere posizione sul fatto che fosse una figlia o una nipote. In ogni caso, le fonti dichiarano che sposò Flavio Tito Eutropio, un nobile dardano, e gli diede un figlio, Costanzo Cloro, futuro padre di Costantino I. 

## Valutazione storica
La quasi totalità degli storici moderni valuta con sospetto le parentele affermate e persino l'esistenza di Claudia, ritenendo invece che la sua ascendenza sia stata creata a tavolino da Costantino, figlio di Costanzo Cloro, desideroso di nobilitare se stesso e la propria famiglia, separandola, come immagine pubblica, da quelle di Massimiano e degli altri membri della Tetrarchia. Infatti, Claudio Gotico era stato un imperatore apprezzato e rispettato, che non era né morto in guerra né era stato assassinato, pagano ma non considerato un persecutore dei cristiani, e che a sua volta rivendicava parentele, pure se anche queste con tutta probabilità false, con gli imperatori Gordiano II e Probo, inoltre, il suo massimo risultato fu la vittoria di Naisso, vicino al luogo di nascita dello stesso Costantino, tutti motivi che lo rendevano una buona scelta come personalità dinastica a cui associarsi. Vale inoltre la pena ricordare che il figlio maggiore di Costantino si chiamava Crispo, nome che sarebbe a sua volta nobilitato dichiarando di averlo chiamato in onore del presunto Crispo padre di Claudia. 
Un'ipotesi alternativa sulla madre di Cloro teorizza che si chiamasse invece Giulia Costanza o Giulia Costantina (e secondo Eutropio, Claudio il Gotico aveva una sorella chiamata proprio Costantina), e che fosse la concubina, piuttosto che la moglie, di Flavio Tito Eutropio, il che spiegherebbe come mai lo stesso Cloro scelse come erede Costantino, nato dal concubinato con Elena. 

## Eredità
Vero o falso che sia, il desiderio di Costantino di essere associato al Gotico fu ripreso dai contemporanei e dagli autori successivi, che glorificarono tale relazione nei loro scritti. Anche i figli di Costantino vennero spesso nominati in onore di Claudio, Crispo e Claudia e questi a sua volta non mancarono, una volta adulti, di sottolineare la loro presunta ascendenza. La strategia di Costantino fu replicata da suo cognato, e collega imperatore, Licinio, che commissionò scritti in cui veniva fatto discendere dall'imperatore Filippo l'Arabo. 

## Possibili raffigurazioni
Diversi storici ritengono che la donna in piedi dietro Costantino e che ne indica il figlio Crispo incisa sulla Gemma Constantiniana sia una raffigurazione di Claudia.